# Psammobotys fordi
Psammobotys fordi là một loài bướm đêm trong họ Crambidae.